# Chris Böhm
Chris Böhm (* 7. August 1983 in Bitterfeld) ist ein deutscher BMX-Athlet, Show-Performer, Webvideoproduzent und Influencer. Er gewann 2006 die BidC-Serie von Red Bull und hat mit Flatland mehrere Weltrekorde aufgestellt.

## Werdegang
Böhm choreografiert und präsentiert seit Ende der 1990er-Jahre BMX-Flatland-Shows und tritt bei Veranstaltungen, Messen und TV-Aufzeichnungen auf (u. a. Got to Dance, Das Supertalent, Die Comedy-Falle, Stern TV, KiKa und Die 2 – Jauch und Gottschalk gegen alle).
Böhm setzt als Kinderkrankenpfleger ein therapeutisches BMX-Training für Kinder in einem Krankenhaus in Lörrach um. Chris Böhm ist Markenbotschafter für mehrere Firmen.
2016 fuhr Böhm mit dem BMX-Rad durch die Schweizer Bobbahn im Europa-Park. 2017 eröffnete Böhm mit seiner BMX-Show die Tour de France in Düsseldorf in der ARD-Sportschau, gewann die Talentshow in Holland Wedden dat ik het kan und organisierte in Cebu, Philippinen einen BMX-Flatland-Contest als Markenbotschafter des Plus X Awards. 2019 war er mit „Night of Freestyle“ – bekannten Freestyle-Motocross- und MTB-Ridern – auf Tour. 2021 erreichte Böhm seine erste Million Follower auf TikTok und wurde 2022 ins YouTube-Partnerprogramm aufgenommen.

## Erfolge (Auswahl)
- 2006: 1. Platz „Battle in da Club“ Team Gold – Red Bull Tour[13]
- 2013: 1. Platz BMX Meisterschaft, „Battle de Mansion“[14]
- 2015: Final Shows „Got to Dance“ (ProSieben) – BreakMX[15]
- 2016: Guinness World Record, ZDF-Fernsehgarten (Gerator Spin)[16]
- 2016: Auszeichnung in der Bravo „Der spektakulärster BMX Performer der Welt“[17]
- 2017: Guinness World Record[18]
- 2017: Gewinner der Talentshow auf RTL Group „Wetten Das“ in Holland[19]
- 2017: Eintrag ins Guinnessbuch der Rekorde[20]
- 2019: Eintrag ins Guinnessbuch der Rekorde[21]
- 2020: World Record, ZDF-Fernsehgarten (Lawnmover No-Hand Spin)[22]
- 2021: Community Award „Best Show“ (BMX meets Ballett)[23]
- 2022: 1. Platz Red Bull Bike N’Mic Contest in Luxembourg[24]